# Offensive des talibans de 2021
Insurrection talibane de la guerre d'Afghanistan
Batailles
Zarandj · Kondoz · Herat (en) · Kandahar · Lashkar Gah · Kaboul
L'offensive des talibans de 2021 est une offensive militaire victorieuse menée par les talibans contre le gouvernement afghan et ses alliés, qui coïncide avec le retrait des troupes américaines d'Afghanistan.
Entre le 1er mai et le 15 août 2021, les talibans prennent 228 districts au gouvernement afghan, lequel finit par s'effondrer. Le 15 août 2021, ils entrent dans Kaboul sans combattre et reprennent le pouvoir vingt ans après en avoir été chassés.

## Contexte
En octobre 2001, une coalition internationale menée par les États-Unis intervient en Afghanistan devenu un sanctuaire du djihadisme international, dans la foulée des attentats du 11 septembre 2001 et chasse les talibans du pouvoir qu'ils ont conquis en 1996 à l'issue d'une longue guerre civile. Fin 2014, les forces de l'OTAN achèvent leur mission militaire dans le pays, laissant ainsi les talibans recommencer à en contrôler de larges pans. Au bout de dix-huit ans de présence militaire, portant à bout de bras un régime plus libéral et les différents gouvernements qui ont pris la suite des talibans à Kaboul, les États-Unis, sous la présidence de Donald Trump, signent le 29 février 2020 à Doha, un accord avec les représentants talibans, censé déboucher sur le retrait total des troupes américaines, la contrepartie étant des garanties « antiterroristes », répondant « à la raison première de l'intervention américaine, les attentats du 11-septembre ». Il incombe ensuite à l'administration Joe Biden de mener à bien ce retrait, qui s'accélère au printemps 2021.
Pendant la guerre civile afghane de 1996-2001, les dernières zones à échapper au contrôle de l'émirat islamique d'Afghanistan se trouvaient dans le nord-est du pays, notamment dans les provinces du Badakhchan et du Nouristan qui servaient de bases à l'Alliance du Nord. Selon l'Afghanistan Analysts Network (en), la décision des talibans de concentrer leurs forces armées au nord 20 ans plus tard, pourrait manifester une tentative d'empêcher la création d'une seconde Alliance du Nord après le retrait des troupes américaines.

## Chronologie

### Premières avancées des talibans

#### Mai 2021
| - Territoire contrôlé par les talibans - Territoire contrôlé par l'État islamique - Territoire contrôlé par le gouvernement afghan |

Situation en Afghanistan au 1 mai 2021.

Au mois de mai, période coïncidant avec le retrait des troupes américaines, les talibans ont pris 15 districts au gouvernement afghan, dont les districts de Nirkh (en) et Jalrez (en) dans la province de Wardak. Parmi les emplacements capturés se trouvait le barrage de Dahla (en) dans la province de Kandahar, le deuxième plus grand barrage d'Afghanistan.
Au cours du mois, 405 membres des forces nationales de sécurité afghanes (en) et 260 civils ont été tués lors des affrontements avec les talibans, tandis que le ministère afghan de la Défense (en) a affirmé avoir tué 2 146 combattants talibans.
À la fin du mois de mai, le Portugal, la Slovénie, l'Espagne et la Suède ont complètement retiré leurs forces d'Afghanistan.

#### Juin 2021

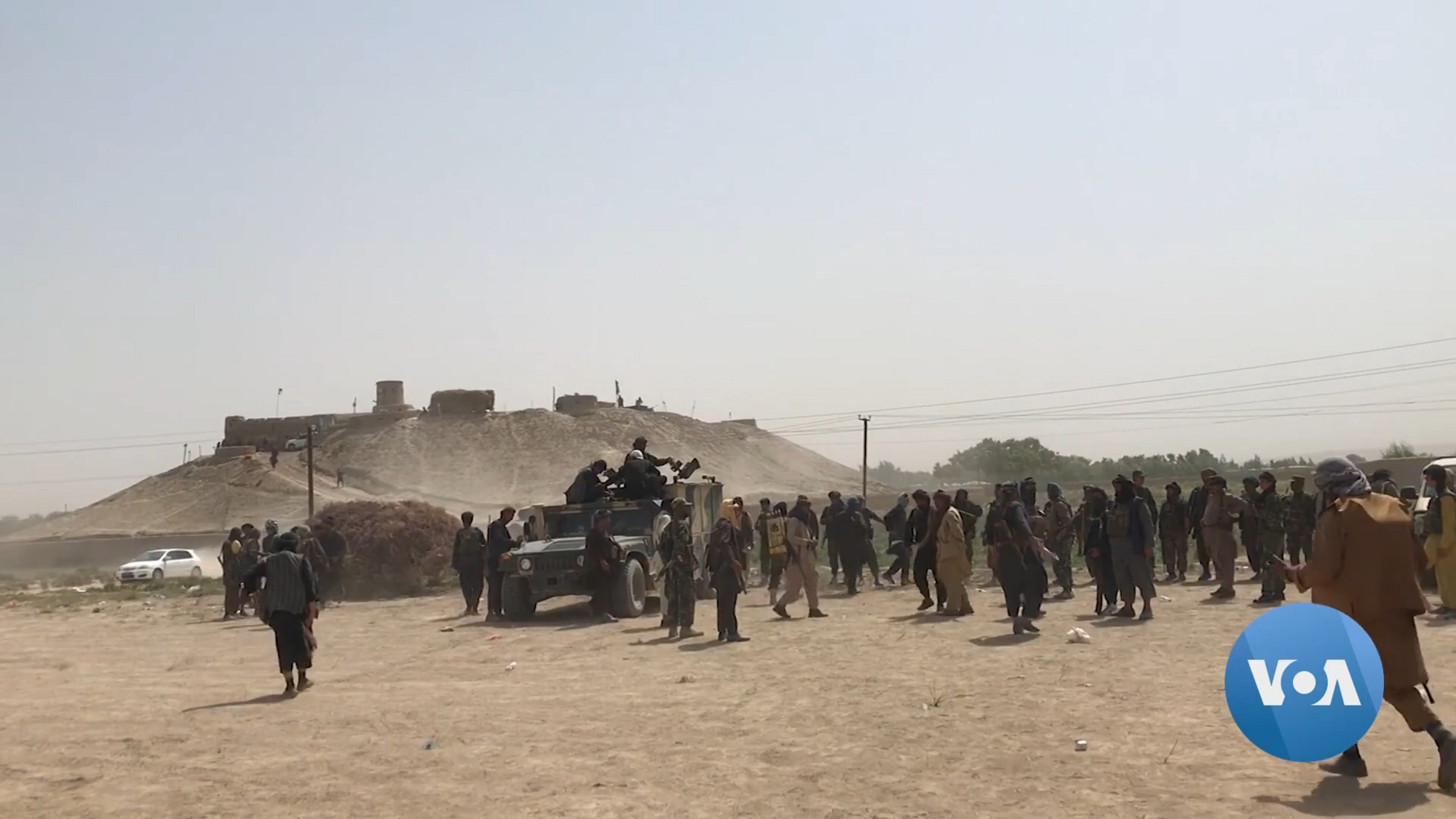
Rassemblement de troupes pro-gouvernement dans la province de Djozdjan, le 13 juillet 2021.

Au mois de juin, les talibans ont capturé 69 districts du gouvernement afghan et sont entrés dans les villes de Kondoz et Pol-e Khomri. Pendant ce temps, la ville de Mazar-I-Sharif était assiégée par les talibans. Parmi les emplacements capturés par les talibans figurait le principal poste frontalier de l'Afghanistan avec le Tadjikistan et le district de Saydabad (en) dans la province de Wardak, appelé la porte d'entrée de la capitale afghane Kaboul.
En termes d'équipement, les talibans ont capturé 700 camions et Humvees des forces de sécurité afghanes ainsi que des dizaines de véhicules blindés et de systèmes d'artillerie.
Le 19 juin, le chef d'état-major de l'armée afghane, les ministres de la Défense et de l'Intérieur ont été remplacés par le président Ashraf Ghani.
Au cours du mois, 703 membres des forces nationales de sécurité afghanes et 208 civils ont été tués lors des affrontements avec les talibans, tandis que le ministère afghan de la Défense a affirmé avoir tué 1 535 combattants talibans.

#### Juillet 2021

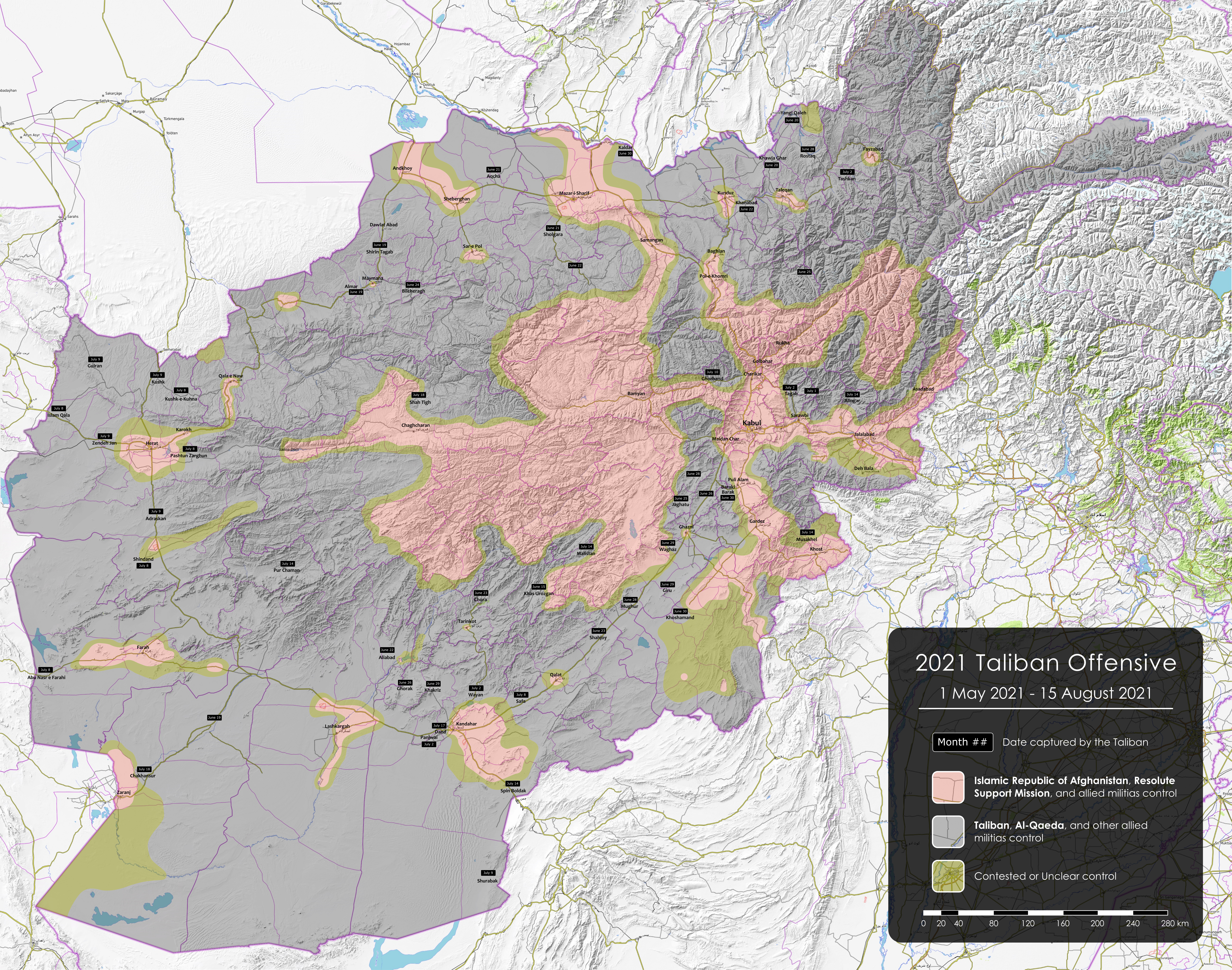
Situation au 25 juillet.

Au 5 juillet, les talibans contrôlent 195 districts sur les 407 du pays.

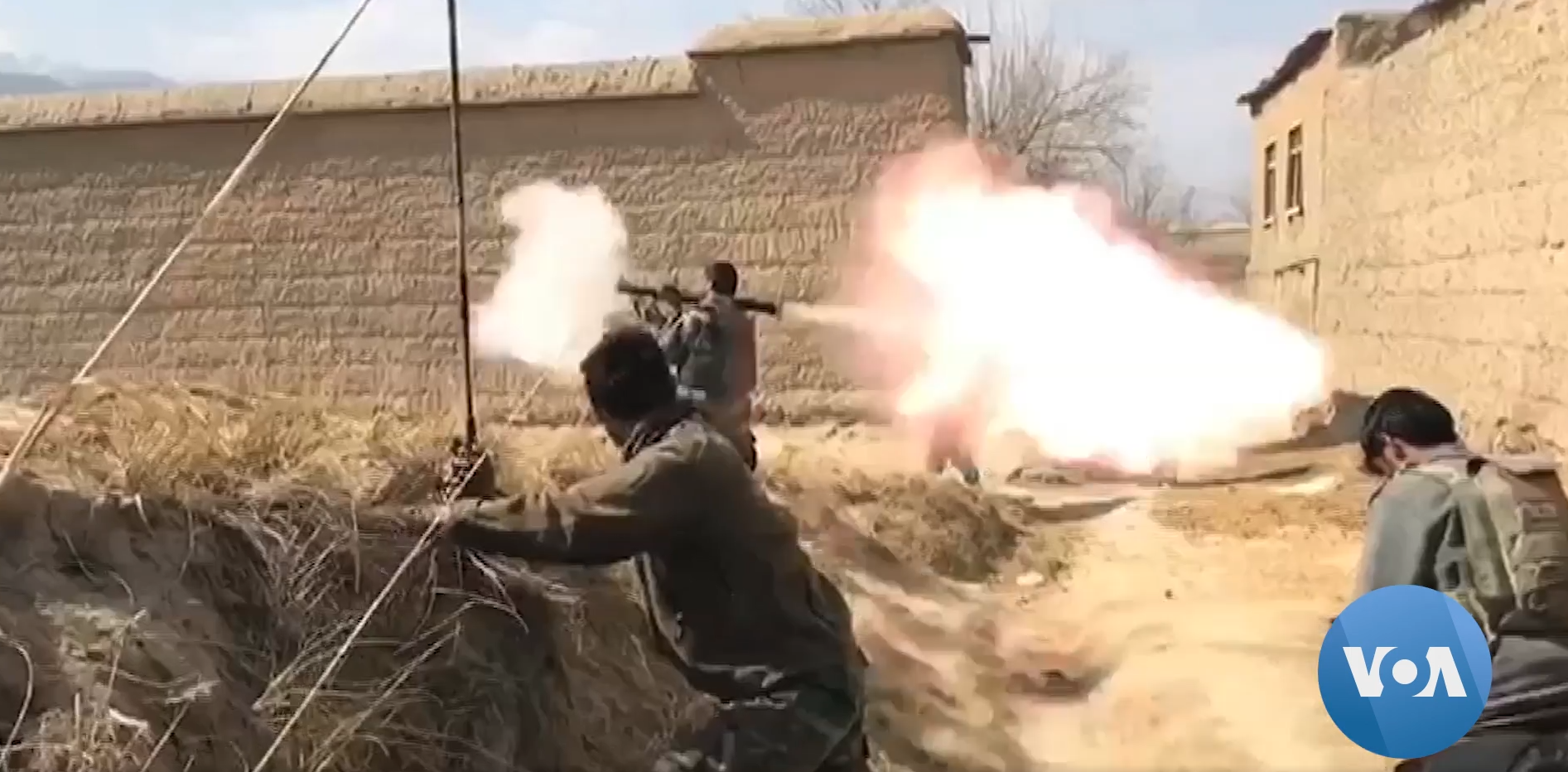
Soldats de l'armée nationale afghane au combat lors de l'offensive talibane.

Au 8 juillet, 161 membres des forces nationales de sécurité afghanes et 24 civils avaient été tués lors des affrontements avec les talibans, tandis que le ministère afghan de la Défense a affirmé avoir tué 1 163 combattants talibans depuis le début du mois. 1 500 soldats afghans ont déserté au Tadjikistan.
Au 9 juillet, les talibans ont capturé 47 districts du gouvernement afghan et sont entrés dans la deuxième plus grande ville d'Afghanistan, Kandahar.
Le 9 juillet 2021, un porte-parole des talibans de Moscou, en Russie, a déclaré que le groupe "contrôlait 85% du territoire afghan" et a souligné qu'il "ne faisait pas partie de l'accord" avec les États-Unis de ne pas attaquer les autorités administratives afghanes. Les autorités russes ont également déclaré avoir travaillé avec le groupe pour assurer la sécurité du Tadjikistan voisin contre toute menace étrangère. De l'autre côté, le gouvernement afghan s'est engagé à reprendre tous les districts saisis par les talibans.
Au 29 juillet, les talibans contrôlent 223 districts sur les 407 du pays mais aucune des trente-quatre capitales provinciales.

### Chute des capitales provinciales
| - Territoire contrôlé par les talibans - Territoire contrôlé par l'État islamique - Territoire contrôlé par le gouvernement afghan |

Situation en Afghanistan au 3 août 2021.

Le 3 août, des combats dans la ville de Lashkar Gah entre l'armée afghane et les talibans font plus de 40 morts et 118 blessés du côté des civils.
Le 6 août, Zarandj devient la première capitale d'une province afghane (celle de Nimroz) à tomber aux mains des talibans depuis le lancement de leur offensive. Puisque Zarandj aurait été capturée sans presque aucune résistance, le journaliste afghan Bilal Sarwary émet des soupçons quant à une certaine "vente" de la ville aux talibans Certaines publications sur les réseaux sociaux suggèrent que les talibans ont été "accueillis" par une partie des habitants de la ville. Des images sur les réseaux sociaux montrent des combattants talibans conduisant des Humvees militaires capturés, des VUS de luxe et des camionnettes dans les rues tout en brandissant des drapeaux talibans alors que les résidents locaux, principalement jeunes, les encouragent. Un messager de l'ONU averti que le pays entre dans une « phase plus meurtrière » de la guerre. Les gouvernements britannique et américain invitent leurs citoyens à quitter "immédiatement" l'Afghanistan au milieu de l'avancée des talibans, avant l'aggravation de la situation en matière de sécurité,.
Le 7 août, les talibans capturent Chéberghân, la capitale de la province de Djozdjan.
Le 8 août, trois autres capitales provinciales sont capturées par les talibans dans le nord du pays : Kondoz, Sar-é Pol et Tâloqân,.
Le 9 août, les talibans s'emparent « sans coup de feu » de Samangan, capitale de la province homonyme.
Le 10 août, deux nouvelles capitales provinciales, situés à l'extrême opposé l'une de l'autre (Farah dans le sud-ouest du pays et Pol-e Khomri au nord-est), tombent aux mains des talibans. Désormais, selon un responsable des renseignements américains cité par le Washington Post, les talibans sont susceptibles de prendre Kaboul dans un délai de 90 jours (contre six mois auparavant).
Dans la nuit du 10 au 11 août, les talibans s'emparent de Fayzabad, chef-lieu de la province de Badakhchan.
Le 11 août, l'aéroport stratégique de Kunduz passe sous le contrôle des talibans.
Le 12 août, les talibans prennent le contrôle de la ville de Ghazni, capitale de la province du même nom, coupant ainsi l'axe routier reliant Kaboul à Kandahar. Ils s'emparent également de Hérat, troisième ville du pays par sa population. Plus tard dans la journée, le Pentagone annonce, par le biais de son porte-parole John Kirby, qu'il va envoyer 3 000 soldats dans la capitale afghane pour permettre l'évacuation de l'essentiel du personnel diplomatique américain qui s'y trouve. Le ministère de la Défense britannique effectue une déclaration similaire.
Le 13 août, les talibans s'emparent de Kandahar, leur capitale historique et deuxième ville du pays par sa population. Ils investissent également deux nouvelles capitales provinciales : Lashkar Gah (Helmand) et Chaghcharan (Ghor), première cité majeure du Hazaradjat à tomber sous leur coupe.
Le 14 août, les talibans continuent leur « progression éclair » en s'emparant de la quatrième plus grande ville d'Afghanistan Mazar-i-Sharif. À l'issue des avancées talibanes, le gouvernement afghan annonce la constitution d'une délégation pour de potentielles négociations.

### Prise de Kaboul
Dans la nuit du 14 au 15 août, quelques heures après avoir capturé Mazar-i-Sharif, les talibans s'emparent sans combats de Jalalabad à l'est du pays. La ville de Kaboul est alors complètement encerclée et seule « une poignée de villes mineures » demeurent encore sous contrôle du gouvernement.
Le 15 août, au matin, les talibans pénètrent dans Kaboul par l'ouest, où ils contrôlent trois districts de la province (Kalakan, Qarabagh et Paghman). Dans l'après-midi, le président afghan Ashraf Ghani démissionne et quitte le pays. Les talibans entrent dans le palais présidentiel. Après avoir refusé tout potentiel gouvernement de transition soutenu par les Américains ou un quelconque partage du pouvoir, ils annoncent le rétablissement de l'émirat islamique d'Afghanistan dès l'offensive terminée,,.
La prise Kaboul s'accompagne d'une très importante évacuation aérienne, l'une des plus grandes de l'histoire.

### Poursuite de la résistance après la chute de Kaboul
Le 17 août 2021, le vice-président Amrullah Saleh s'autoproclame président par intérim et invite la population à adhérer à la résistance aux talibans. De son côté, Ahmad Massoud, fils d'Ahmed Chah Massoud, ancien dirigeant de l'Alliance du Nord, commence à rassembler les restes des forces gouvernementales dans le nord de la province du Pandjchir, en vue de l'organisation de la Résistance du Pandjchir aux talibans,,. Le 20 août, les loyalistes annoncent avoir repris le contrôle du district de Puli Hisar à l'ouest du Pandjchir.
Ahmad Massoud répète qu'il n’abdiquera pas face aux talibans et déclare le 22 août 2021 qu’il espérait qu’un dialogue puisse s’ouvrir avec les talibans.
Depuis son bastion dans la vallée du Pandjchir, au nord-ouest de la Kaboul, il dirige un mouvement de résistance composé d’anciens membres des forces de sécurité afghanes et de miliciens. Il a appelé à la formation d’un gouvernement où l’ensemble des différents groupes ethniques du pays seraient représentés, ce qui est la seule chance, selon lui, pour qu’un régime puisse être reconnu par la communauté internationale.
Jusqu’à présent les talibans s'étaient tenus éloignés du Pandjchir, mais essaient d’envahir la zone. Ils ont déclaré sur Twitter que des centaines de combattants faisaient route vers le Pandjchir. Un proche d’Ahmad Massoud considère pour sa part qu’aucun signe n’indiquait que des véhicules du mouvement islamiste étaient entrés dans la vallée et qu’aucun combat n’avait été rapporté.

## Analyse
La rapidité et l’efficacité de l'offensive des talibans a largement surpris les acteurs du conflit, ainsi que les observateurs et analystes sur la scène intérieure comme internationale. À titre d'exemple, on peut noter que moins d'une semaine s'est écoulée entre l'annonce du puissant chef de guerre afghan Ismaël Khan disant qu'il reprenait les armes pour stopper les talibans le 6 août, et sa reddition aux talibans le 13 août, incapable de résister à leur offensive éclair,,. Il est relâché dans la foulée et s'exile en Iran. En fin de compte, les talibans se sont emparés de la totalité des grandes villes du pays en moins de deux semaines, alors qu'ils n'en contrôlaient aucune avant août 2021, et ont pris Kaboul le 15 de ce mois. Dans cet intervalle, jamais l'armée gouvernementale afghane n'a semblé en mesure de freiner l'avancée des insurgés islamistes. Emmanuel Duparcq, ancien correspondant de l'AFP en Afghanistan, déclare en novembre « On a tous eu l'impression d'être dans un film qui va trop vite. », y compris les talibans qui ont été pris de court par la rapidité de leur propre progression, et n'était absolument pas prêts à prendre le pouvoir et à gouverner.
Après la chute sans combat de Kaboul, des témoignages de plusieurs hauts fonctionnaires et militaires afghans racontent cette débâcle, un cocktail d’incroyables défaillances de leurs dirigeants, d’une propagande talibane conquérante et d’un retrait américain laissant militaires et policiers sans défense. Selon la politologue Nicole Bacharan : « Ce ne sont pas les talibans qui ont gagné la guerre. Ce sont les Américains qui ont choisi de la perdre. ». 

### Impact stratégique et psychologique du départ des troupes américaines
Dans une interview donnée le 9 septembre 2021 sur la chaîne Thinkerview, l'ancien Haut responsable chargé de l'intelligence économique Alain Juillet déclare que les États-Unis avaient compris dès 2014 qu'ils ne pouvaient pas gagner cette guerre très coûteuse, et cherchaient un moyen d'en sortir. L'accord de Doha de février 2020 conclu avec les talibans scelle en quelque sorte leur capitulation, et le fait que ces derniers aient accepté, à la demande des talibans, de ne pas inclure le gouvernement afghan dans cette négociation semble indiquer que déjà les Américains ne le considéraient déjà plus comme un acteur crédible. L'accord de Doha reposait pourtant sur le postulat que les forces de sécurité afghanes prendraient le contrôle de la situation après le retrait occidental, et que les talibans accepteraient de dialoguer avec le gouvernement, mais cette hypothèse s'est revélée irréaliste. Au moment même où les négociations portant sur un accord supposé « de paix » avaient lieu, les talibans ont considérablement accru leurs offensives sur tous les fronts, montrant clairement leur intention de reprendre le pouvoir par la force après le retrait américain. Avant l'accord de Doha, les talibans n'avaient remporté aucune bataille importante contre l’armée afghane ; après, celle-ci perdait des dizaines de soldats chaque jour. Le général afghan Sami Sadat, reconnu pour sa bravoure, considère que l'accord de Doha a condamné l'armée afghane à une défaite inéluctable.
Après son arrivée à la présidence américaine Joe Biden décide de garder le cap fixé par son prédécesseur Donald Trump, à savoir le retrait des troupes américaines d'Afghanistan. Sa principale erreur a été, selon Alain Juillet, d'annoncer une date exacte de départ des troupes américaines (au 11 septembre 2021), ce qui a mis l'armée afghane, se sachant incapable de résister sans l'appui américain, face à un dilemme : se rendre, ou mourir en vain. Le résultat est que « tout le monde a abandonné tout le monde » : l'armée américaine a laissé tomber l'armée et le gouvernement afghan, qui à leur tour ont abandonné le pays aux talibans. Parmi les soldats afghans courageux et dévoués qui souhaitaient poursuivre le combat, certains ont témoigné de leur agacement de voir, sur le front, les avions de chasse américains tourner au-dessus de leurs têtes en « véritables spectateurs ».
Privées du soutien aérien américain, alors que leur propre aviation était clouée au sol faute de maintenance (les contractants l’assurant ayant également été évacués par les États-Unis), les forces afghanes ont perdu leur unique avantage stratégique sur les islamistes.
Les talibans, eux, ont été galvanisés par le départ imminent des troupes américaines, et ont décidé de conquérir le pays à « marche forcée » pour s'assurer de régner sans partage, et que celui-ci ne retomberait pas dans la guerre civile entre seigneurs de guerre comme après le départ des troupes soviétiques en 1989.

### Erreurs d'appréciation américaines de la situation en Afghanistan
Fin septembre 2021, auditionnés par le Sénat américain, les chefs du Pentagone reconnaissent des erreurs de jugement ayant conduit à un échec stratégique en Afghanistan, avec la victoire des talibans à l'issue de 20 ans de guerre. Des hauts gradés de l'armée américaine déclarent avoir conseillé à Joe Biden de maintenir 2 500 soldats en Afghanistan pour éviter un effondrement du régime à Kaboul, mais le président américain aurait choisi de ne pas suivre cette recommandation. Le ministre de la Défense, Lloyd Austin reconnaît aussi avoir surestimé le gouvernement afghan et son armée :

« Le fait que l'armée afghane, que nous avons formée avec nos partenaires, se soit effondrée, souvent sans tirer une balle, nous a tous pris par surprise. [...] Nous n'avons pas réalisé le niveau de corruption et l'incompétence de leurs officiers de haut rang, nous n'avons pas mesuré les dommages causés par les changements fréquents et inexpliqués décidés par le président Ashraf Ghani au sein du commandement. »

En réalité, s'il est indéniable que les 83 milliards de dollars dépensés par Washington pour construire une armée afghane ont été en grande partie détournés par des fonctionnaires corrompus, les Américains ont aussi commis des erreurs stratégiques.
Techniquement déjà, l'armée américaine a tenté de construire une armée afghane à « son image », avec une complémentarité forte entre l'armée de terre et une force aérienne en appui, ce qui était irréaliste dans un pays où les télécommunications sont défaillantes, où seuls 30 % des habitants ont accès à l'électricité, et où l'essentiel de la population est illettrée. Ainsi, selon certaines révélations faites après la victoire des talibans, un plan américain était prévu pour continuer de former l'armée afghane notamment les pilotes après le retrait américain, grâce à des visioconférences, ce qui était quasiment impossible à mettre en pratique. Le pays manquait autant d’infrastructures énergétiques, de télécommunications, et de capacités d'entretien pour garder opérationnels les équipements américains, alors que les Américains ont décidé d’évacuer aussi leurs sous-traitants. Ainsi, si Joe Biden a plusieurs fois affirmé qu'il s'engageait à continuer de soutenir l'armée afghane après le retrait américain, il n'a jamais mis en place la logistique pour le faire. Sur ce point, ses déclarations ultérieures pour justifier sa décision de retirer les troupes américaines laissent croire qu'en réalité, exaspéré par l'incompétence et la malhonnêteté de ses homologues afghans, et par le manque de volonté de son armée de combattre, il ne se souciait alors plus vraiment de la suite du conflit afghan.
En mars 2023, une commission d'élus de la Chambre des représentants des États-Unis ordonne au gouvernement de lui remettre un câble diplomatique confidentiel qui avait averti des risques d'un retrait des forces américaines d'Afghanistan en 2021. Envoyé par des diplomates américains en poste à Kaboul durant l'été 2021, ce câble mettait en garde contre un effondrement rapide du gouvernement afghan pro-américain après le retrait des troupes américaines.

### Défaillances du gouvernement afghan
Le gouvernement afghan étant constitué de civils dénués d'expérience militaire, et de généraux vieillissants plus impliqués dans des luttes politiciennes et des affaires de corruptions que dans la guerre, il en a résulté une totale déconnexion entre les décideurs et la situation sur le terrain.
En septembre, un haut fonctionnaire afghan témoigne anonymement du fait que, deux jours avant la chute de Kaboul, le président Ashraf Ghani a reçu ses deux vice-présidents, le Ministre de la Défense et celui de l’Intérieur, le directeur des renseignements et le chef du Conseil de sécurité nationale pour une réunion d’urgence. Durant cette réunion, une enveloppe de 100 millions de dollars est débloquée pour sécuriser la capitale, le Président considérant que son armée avait assez d’armes, de munitions et de ressources financières pour tenir pendant deux ans, alors que la ville a mis deux jours à tomber. Une telle erreur d'analyse, ainsi que le timing de ce déblocage de fonds sont révélateurs du niveau considérable d'ignorance des décideurs de la situation sur le terrain, dû au fait que certains ministres mentaient au président en lui disant que tout allait bien pour garder leurs postes et leurs privilèges. Mentir permettait aussi au gouvernement afghan de continuer d'obtenir un soutien financier important de la part des États-Unis, ce pour quoi on ne peut pas savoir exactement quelle était la part de crédulité et de mauvaise foi dans les déclarations erronées du président Ashraf Ghani.
Le fait est que celui-ci a pris des décisions stratégiques erronées lourdes de conséquences. Alors que certains de ses conseilleurs lui recommandent de découvrir le front du sud, le plus difficile à tenir, pour concentrer les troupes afghanes au nord du pays où la population était la moins favorable aux talibans et donc la plus à même de soutenir un effort de guerre contre eux, celui-ci refuse cette suggestion, considérant que toute l’Afghanistan appartient au gouvernement et que l'armée ne doit se retirer d'aucun front. Ainsi, les troupes afghanes dispersées ont été submergées partout, tandis que les forces spéciales, bien que très entraînées et bien équipées, se sont retrouvées sollicitées de toutes parts et n'ont pas pu, privées de soutien aérien, combler les insuffisances de l'armée régulière.
Lorsque les talibans atteignent Kaboul, des témoignages ultérieurs de soldats afghans chargés de défendre la ville révèlent qu'ils savaient que le président était en train de s'enfuir par avion, ce pour quoi beaucoup ont perdu confiance dans leurs dirigeants, et ont renoncé à se battre. Les jours suivants la prise de la ville, des sources diplomatiques révèlent qu'Ashraf Ghani a effectivement fui aux Émirats arabes unis avec sa famille en emportant près de 169 millions de dollars en liquide, ce qui prouve non seulement le caractère prémédité de sa fuite, mais aussi sa cupidité, alors que la corruption et les détournements de fonds sont souvent cités comme l'une des causes principales de l'affaiblissement de l'État face aux talibans.

### Défaillances de l'armée afghane
Après la prise de Kaboul, Omar, un analyste afghan exilé à l’étranger déplore que pendant l'offensive, aucun des leaders de l'armée afghane n’ait montré d’autorité : « Aucun d’eux ne s’est exprimé devant les médias pour rassurer nos hommes. Aucun d’entre eux n’est allé sur le terrain ». Au contraire, échelon après échelon, la hiérarchie militaire a déserté ; alors que des officiers commandant des unités combattantes sur le terrain attendaient des ordres sur le fait de se battre ou se rendre, il arrivait que leurs supérieurs leur répondent « C’est à votre initiative ».
Or, la situation d'un grand nombre de soldats afghans était déjà intenable avant même l'offensive des talibans : leurs soldes étaient fréquemment captée et détournée par leurs supérieurs, qui revendaient également la nourriture et les munitions destinées à leurs hommes. En outre, ceux-ci n'hésitaient pas à gonfler leurs effectifs dans leurs déclarations pour recevoir plus d'argent des Américains, laissant croire à ces derniers que l'armée afghane pouvait compter sur 300.000 hommes, alors que leur vrai nombre était inférieur à 100.000, voire 50.000. Ainsi, lorsque Joe Biden déclare pour justifier le départ des troupes américaines « nous avons fourni à nos partenaires afghans tous les outils (pour défendre leur pays) », l'armée afghane est très inférieure en effectifs à ce qu'il croit. Les armes américaines, souvent revendues par les soldats afghans affamés pour acheter de quoi se nourrir, se retrouvent fréquemment entre les mains des talibans, et les aéronefs fournis à l'armée afghane, faute de maintenance, ne peuvent pas rester opérationnels. 
Enfin, l'armée afghane, en raison des mauvaises conditions de travail et du manque de loyauté des soldats envers leurs supérieurs et leur gouvernement, affichait pendant le conflit un taux de désertion annuel de près de 25 %. Des soldats qu'il fallait remplacer chaque année par de nouveaux recrutements, ce qui entretenait une part importante de novices dans l'armée, très difficile à professionnaliser, avec un risque élevé de désertion pour ces nouvelles recrues.

### La propagande des talibans
Après l'accord de Doha de février 2020 prévoyant le retrait des troupes américaines du pays, les talibans multiplient les campagnes de propagande envers les populations afghanes, mais aussi les soldats à qui ils promettent des amnisties en échanges de leurs redditions. Leurs promesses ont d'ailleurs pour l'essentiel été tenues : la plupart des soldats afghans souhaitant se rendre ont été autorisés par les talibans à rentrer chez eux en échange de la remise de leurs armes, que les talibans utilisaient pour poursuivre leurs assauts. Dans certains cas, les talibans proposaient aux soldats afghans de leur racheter leurs armes pour les convaincre de se rendre, sachant que ces derniers, parfois affamés par le détournement de leur solde et de leur nourriture par leurs supérieurs, se laisseraient facilement convaincre. Les talibans, eux, pouvait compter sur une manne financière très importante venant du trafic de drogue. L'Afghanistan étant l'un des principaux producteurs d'opium du monde. Au total, les talibans ont saisi pendant leur offensive près de 300.000 armes légères, 26.000 armes lourdes, et 61.000 véhicules militaires.
Ainsi, après chaque reddition de soldats afghans, les sites internet pro-talibans multiplient les vidéos de combattants insurgés saisissant des cargaisons d'armes, pour la plupart américaines, comprenant des fusils d’assaut et des humvees. Une de leurs vidéos les plus vues et diffusées est l'interrogatoire du puissant chef de guerre afghan Ismaël Khan après sa capture, dans laquelle on le voit déclarer (sous la contrainte) que les talibans devraient « bien traiter les gens, et les gens devraient avoir de bons sentiments à leur égard pour qu'ils mènent ensemble une vie prospère »,,.
Ces vidéos ont un impact dévastateur sur le moral des troupes afghanes qui voient d'une part leurs frères d'armes se rendre par milliers, d'autre part les talibans galvanisés étaler un armement sophistiqué considérablement renforcé après chaque victoire. Voyant le rapport de force s'inverser de plus en plus en leur défaveur à la suite du départ des Américains, aux désertions de l'armée afghanes et à la montée en puissance des talibans, beaucoup de soldats, pourtant farouchement hostiles aux talibans, jugent que l'issue du conflit est jouée. L'un d'entre eux déclare à ce propos après la chute de Kaboul : « Il faut se mettre dans la peau d’un soldat. Tu sais que ton gouvernement central ne peut pas t’aider, que si tu combats, tu peux mourir mais pas gagner. Quel choix as-tu ? ». Sentant la défaite inéluctable, des soldats afghans parmi les plus farouchement anti-talibans décident d'abandonner leurs postes et de rentrer chez eux pour défendre leurs familles.

### Les soutiens étrangers de talibans
Le Pakistan et le Qatar soutiennent militairement et politiquement les talibans pendant leur offensive. Mais ces deux pays ont une attitude ambivalente : le Pakistan car simultanément, son armée combat les talibans pakistanais au Waziristan, et le Qatar car simultanément, celui-ci abrite la principale base aérienne américaine au Moyen-Orient (Al-Udeid), utilisée pour bombarder les talibans et pour évacuer les Afghans pro-américains à la fin de la guerre. Leurs motivations sont différentes : alors que le Qatar veut affirmer une politique étrangère indépendante des pays du Golfe et se positionner en médiateur dans le conflit afghan, le Pakistan a pour motivation d'affaiblir le gouvernement afghan favorable à l'Inde, l'un de ses principaux soutiens étrangers et ennemi numéro 1 d'Islamabad.
Le soutien du Pakistan aux talibans essentiellement matériel et logistique pendant leur offensive vers Kaboul, devient plus affirmé après la prise de la ville par les talibans, et leur offensive dans le Panchir contre une ultime poche de résistance menée par le vice-président Amrullah Saleh et Ahmad Massoud, fils d'Ahmed Chah Massoud, ancien dirigeant de l'Alliance du Nord. En effet, plusieurs sources locales évoquent le rôle des forces pakistanaises dans les combats du Panchir : l’intervention du Special Service Group pakistanais en appui des talibans, ainsi que des frappes aériennes effectuées par des drones de l'armée de l'air pakistanaise. L'une de ces frappes aériennes cause la mort de Mohammad Fahim Dashty, porte-parole du Front national de résistance.
Enfin, diplomatiquement la Chine, et dans une moindre mesure la Russie, apportent un soutien précieux aux talibans, chacun des deux étant ravi de voir chuter un gouvernement afghan pro-américain et pro-indien, au moment où la Chine est en conflit frontalier avec cette dernière. Fin juillet 2021, alors que les talibans sont en pleine offensive mais n'ont encore pris aucune grande ville du pays, le Ministre chinois des Affaires étrangères Wang Yi reçoit le mollah Abdul Ghani Baradar, numéro 2 des talibans dans la ville chinoise de Tianjin et déclare que « les talibans sont une force politique et militaire cruciale en Afghanistan ». Le lendemain de la prise de Kaboul, la Chine déclare vouloir des « relations amicales » avec les talibans. Alors que les talibans misent sur la Chine pour reconstruire le pays, la Chine s'intéresse aux importantes ressources minières du pays, ainsi qu'à son emplacement idéal pour la construction des nouvelles routes de la soie.

## Réactions
- Allemagne : le ministre des Affaires étrangères Heiko Maas a déclaré que l’Allemagne couperait toute aide financière à l'Afghanistan si les talibans restauraient la loi islamique (charia) dans le pays après leur prise de pouvoir[88].
- Chine : le ministre des Affaires étrangères Wang Yi a critiqué la célérité du retrait des troupes de l'OTAN dirigées par les États-Unis et leur a demandé de quitter le pays de « manière responsable et ordonnée ». Alors que la plupart des pays occidentaux ont fermé leur représentation diplomatique, celle de Chine poursuit ses activités à Kaboul à la mi-août 2021[89],[90].
- États-Unis : le président américain Joe Biden a défendu le retrait des troupes américaines en affirmant que le pays n'était pas allé en Afghanistan pour « construire une nation ». Biden a ajouté qu'il « n'enverrait pas une autre génération d'Américains se battre là-bas » et a souligné d'autres tentatives infructueuses d'unification de l'Afghanistan dans le passé. Il a également assuré que la sécurité des États-Unis n'était pas menacée par l'issue des combats internes en Afghanistan.
- Indonésie : Judha Nugraha, le directeur de la protection des citoyens et des entités légales à l'étranger au ministère des Affaires étrangères, a déclaré : « Pour les citoyens indonésiens qui n'ont pas d'affaires très urgentes, il est conseillé de quitter l'Afghanistan immédiatement[91]. » La première commission (id) du Conseil représentatif du peuple, qui s'occupe des questions de politique internationale, a exhorté le gouvernement à œuvrer pour « la réalisation d'un cessez-le-feu et promouvoir la paix entre les parties belligérantes », affirmant que c'était là le rôle de l'Indonésie « en tant que pays musulman »[92].
- Iran : le député Mojtaba Zonnour a déclaré que les talibans sont « une partie indéniable de la réalité en Afghanistan » et qu'ils ne devraient pas être assimilés à des groupes terroristes islamistes comme Daech ou Al-Qaïda[93]. Le plus vieux marja-e taqlid du pays, Lotfollah Safi Golpaygani, a pour sa part affirmé que faire confiance aux talibans est « une erreur grave et irréparable »[94].
- ONU : Après la réunion du Conseil de sécurité une déclaration a été publiée contre la restauration de l'émirat islamique d'Afghanistan en Afghanistan[95].
- OTAN : l'alliance du traité de l'Atlantique Nord se réunit à Bruxelles après la prise de Kandahar le 13 août 2021. Le secrétaire général, Jens Stoltenberg déclare : « Les Alliés de l'Otan sont profondément préoccupés par les niveaux élevés de violence provoqués par l'offensive des talibans, notamment les attaques contre des civils, les assassinats ciblés et les informations faisant état d'autres atteintes graves aux droits de l'homme »[96].
- Royaume-Uni : le ministre de la Défense Ben Wallace a déclaré que, dans l'éventualité où les talibans arriveraient au pouvoir, le gouvernement britannique serait prêt à travailler avec eux, à condition qu'ils adhérent à « certaines normes internationales », tout en ajoutant que s'ils se comportaient « d'une manière qui est gravement contraire aux droits de l'homme », il reconsidérerait sa position à leur égard[97]. De plus, dans une critique inhabituelle de la politique étrangère des principaux alliés de son pays, Wallace a qualifié l'accord de Doha d'« accord pourri » dont « nous allons tous probablement payer les conséquences »[98].
- Russie : le pays a décidé de s'appuyer sur l'Organisation du traité de sécurité collective qui regroupe l'Arménie, la Biélorussie, le Kazakhstan, le Kirghizistan, la Russie et le Tadjikistan. L'ambassade de la fédération de Russie poursuit ses activités à Kaboul à la mi-août 2021[99],[100],[101].
- Tadjikistan : face à l'afflux de soldats afghans fuyant l'avancée des talibans dans son pays, le président Emomali Rahmon a ordonné la « mobilisation de 20 000 réservistes pour renforcer la frontière », le 5 juillet 2021[102].
- Turquie : le pays a proposé d'ordonner à ses troupes de protéger l'aéroport international Hamid Karzaï de Kaboul.
- Vatican : l'État s'est déclaré préoccupé par la situation en Afghanistan. Le pape François a appelé sur la place Saint-Pierre au dialogue pacifique entre les parties du conflit[103].
- France : La ministre des armées, Florence Parly annonce le lancement de l'opération APAGAN le 15 août 2021. Celle-ci a pour but d'organiser l'évacuation de centaines de ressortissants français et de bi-nationaux franco-afghans. Dans le même temps, l'ambassade de France en Afghanistan est relocalisée vers le site militarisé de l'aéroport de Kaboul[104]. De plus, le président Emmanuel Macron décide de présider un conseil de défense le 16 août 2021 à 12 heures qui sera suivi le soir même à 20 heures d'un discours. Dans ce discours, il rappelle les combats que la France a menés pour l'Afghanistan et annonce que les Afghans ayant aidés la France seront extradés. De plus il annoncera l’envoi de « forces spéciales » dans le pays[105].
- Union européenne : Elle ne doit pas permettre à la Russie et à la Chine de prendre le contrôle de la situation en Afghanistan a déclaré Josep Borrell lors d'une réunion extraordinaire des commissions des affaires étrangères et du développement du Parlement européen. Il estime que l'UE doit coopérer plus activement avec les États-Unis. Il a ajouté qu'une réunion virtuelle serait tenue avec ses collègues du G7 pour poursuivre la discussion sur ce sujet. Pour lui les pays de l'UE devraient établir une communication avec tous les États qui ont une influence sur les talibans et l'Afghanistan. « La Turquie, la Chine et la Russie ont reçu de nouvelles opportunités pour renforcer leur influence sur l'Afghanistan. L'Inde, le Pakistan et l'Iran ont également un impact significatif sur le pays », a ajouté Josep Borrel[106],[107].